# Stati Uniti sud-occidentali
L'area del Sudovest degli Stati Uniti (o Stati Uniti sudoccidentali) è una porzione degli Stati Uniti d'America di cui non esiste una definizione precisa. Indicativamente si tratta degli stati a ovest del Mississippi e a sud del 37º parallelo Nord.

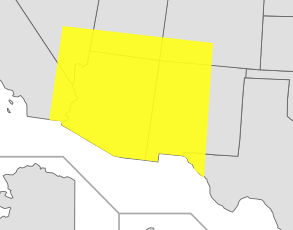
Mappa degli Stati Uniti sudoccidentali

## Geografia
Gli Stati Uniti sudoccidentali sono una regione degli Stati Uniti occidentali di circa 50 milioni di persone. Lo United States Geological Survey (USGS) non definisce le regioni, per cui le definizioni regionali variano a seconda delle fonti. Il Sudovest include sempre il Nuovo Messico e l'Arizona, ma spesso anche lo Utah e il Nevada.
La densità di popolazione della regione è poco più di un abitante per chilometro quadrato. Il Sudovest, inoltre, dal punto di vista etnico è più variato delle regioni confinanti, con gruppi significativi di Europei americani, Messicani americani e Nativi americani.
Nonostante la bassa densità di popolazione della regione, nel Sudovest sono concentrate molte grandi città ed aree metropolitane del paese. Phoenix, Los Angeles, Dallas, San Antonio, San Diego e Houston sono tutte classificate tra le prime dieci città più popolose del paese. Fort Worth e Austin sono tra le prime 20. Molti degli Stati di questa regione, come il Nevada, il Nuovo Messico e l'Arizona, hanno visto la più grande crescita demografica degli Stati Uniti. Le aree urbane della regione, come Las Vegas, Albuquerque e Phoenix, sono a loro volta tra le città con la crescita più veloce degli Stati Uniti.

## Clima
Il clima di questa regione è caratterizzato da estati calde e molto lunghe, e da corti inverni tiepidi. Durante le estati torride, le medie massime sono di oltre 47 °C. Nei miti inverni, le temperature sono di circa 20 °C.
Avendo un clima desertico le precipitazioni sono scarse, ma nei rari giorni di pioggia si formano violenti temporali.
A causa dei venti provenienti dal Messico, possono formarsi tempeste di sabbia.

## Cucina
La cucina del Nuovo Messico comprende una particolare enfasi sulla versione regionale della spezia a base di chili, più in particolare il famoso "Hatch Green Chile". La cucina arizona-sonorana, molto popolare in Arizona, mescola l'amore per le salse forti tipico degli stati messicani settentrionali, con il classico rispetto regionale per la piccantezza del chili. Anche il burrito di San Francisco e il cibo messicano della Bassa California sono comunemente associati al Sudovest degli Stati Uniti.